# Unterjura
| ❮ | System  | Serie      | Stufe         | ≈ Alter (mya) |
| ❮ | später  | später     | später        | jünger        |
| - | ------- | ---------- | ------------- | ------------- |
| ❮ | J u r a | Oberjura   | Tithonium     | 145 ⬍ 152,1   |
| ❮ | J u r a | Oberjura   | Kimmeridgium  | 152,1 ⬍ 157,3 |
| ❮ | J u r a | Oberjura   | Oxfordium     | 157,3 ⬍ 163,5 |
| ❮ | J u r a | Mitteljura | Callovium     | 163,5 ⬍ 166,1 |
| ❮ | J u r a | Mitteljura | Bathonium     | 166,1 ⬍ 168,3 |
| ❮ | J u r a | Mitteljura | Bajocium      | 168,3 ⬍ 170,3 |
| ❮ | J u r a | Mitteljura | Aalenium      | 170,3 ⬍ 174,1 |
| ❮ | J u r a | Unterjura  | Toarcium      | 174,1 ⬍ 182,7 |
| ❮ | J u r a | Unterjura  | Pliensbachium | 182,7 ⬍ 190,8 |
| ❮ | J u r a | Unterjura  | Sinemurium    | 190,8 ⬍ 199,3 |
| ❮ | J u r a | Unterjura  | Hettangium    | 199,3 ⬍ 201,3 |
| ❮ | früher  | früher     | früher        | älter         |

Der Unterjura  (auch Unterer Jura) ist die internationale chronostratigraphische Bezeichnung für die untere Serie des Jura in der Erdgeschichte. In der älteren Literatur, z. T. auch noch in der populärwissenschaftlichen Literatur wird dieser chronostratigraphische Abschnitt häufig auch als Lias oder Schwarzer Jura (Schwarzjura) bezeichnet. Diese Begriffe werden heute nur noch als  lithostratigraphische Einheiten aufgefasst. Der Untere Jura folgt auf die Serie der Oberen Trias (oder Obertrias) bzw. der obersten Stufe der Trias, dem Rhaetium. Über dem Unteren Jura folgt die Serie des Mittleren Jura (Mitteljura). Der Untere Jura entspricht ungefähr dem Zeitraum von 201.3 bis 174.1 Millionen Jahren.

## Ältere Begriffe
Für diese chronostratigraphische Serie des Jura dürfen die Begriffe Schwarzer Jura (Schwarzjura) und Lias nicht verwendet werden. Sie sind für Gesteinseinheiten reserviert. Im Rahmen der neuen lithostratigraphischen Gliederung des Süddeutschen Jura wird der Begriff Schwarzer Jura im Sinne einer Gruppe von Formationen verwendet. Im Jura Nord- und Mitteldeutschlands wird die unterste lithostratigraphische Gruppe dagegen provisorisch als Lias bezeichnet (in der Form Norddeutscher Lias). Lias und Schwarzer Jura sind rein lithologisch bzw. mit den Methoden der Lithostratigraphie definiert, auch die Grenzen sind rein durch Wechsel in den Gesteinsmerkmalen festgelegt. Schwarzer Jura und Norddeutscher Lias entsprechen zeitlich im Wesentlichen der Unterjura-Serie, aber eben nur ungefähr. Die Ablagerungen des Schwarzen Jura und des Norddeutschen Lias setzen erst nach der Trias-/Jura-Grenze ein und enden regional noch vor der Unter-/Mitteljura-Grenze. Auch zwischen den einzelnen Formationen des Norddeutschen Lias und des Schwarzen Jura sind immer wieder Schichtlücken vorhanden. Norddeutscher Lias und Schwarzer Jura sind im Wesentlichen durch dunkle Tonsteine und Tonmergel gekennzeichnet, die heute in zahlreiche Formationen gegliedert werden. Die Benennungen im Norddeutschen Jura sind bisher nur vorläufig und noch nicht endgültig festgelegt.

## Chronostratigraphische Untergliederung des Unterjura

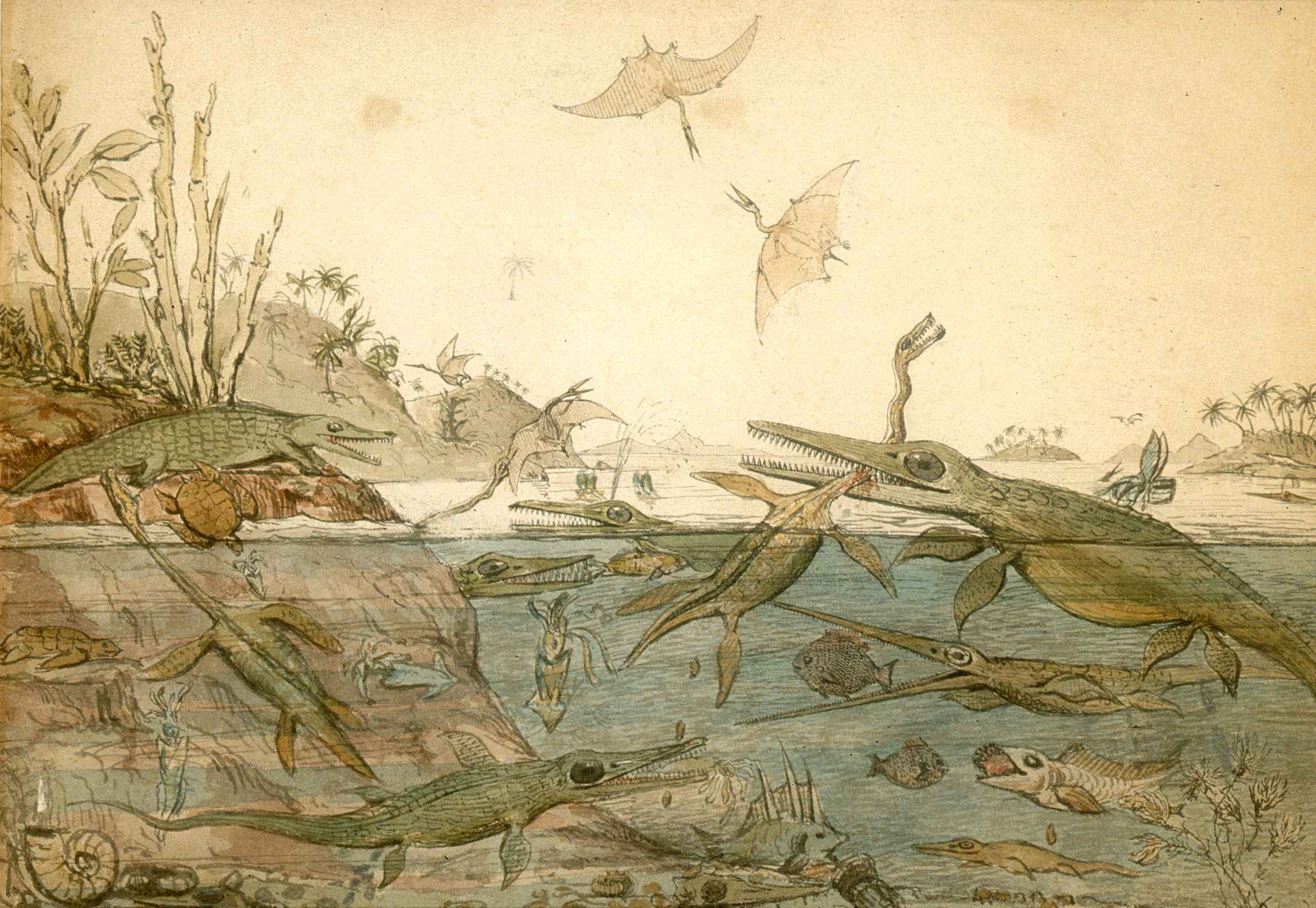
Das 1830 von Henry Thomas de la Beche gemalte Aquarell Duria Antiquior („Vorzeitliches Dorset“) mit dem Liasmeer des südenglischen Dorset ist der früheste Versuch einer Rekonstruktion eines vorzeitlichen Lebensraums mit seiner fossilen Organismenwelt (Paläoökologie).

Der Untere Jura wird durch folgende internationale Stufen untergliedert:
- System: Jura (201.3–145 mya)
  - Serie: Oberjura (163.5–145 mya)
  - Serie: Mitteljura (174.1–163.5 mya)
  - Serie: Unterjura (201.3–174.1 mya)
    - Stufe: Toarcium (182.7–174.1 mya)
    - Stufe: Pliensbachium (190.8–182.7 mya)
    - Stufe: Sinemurium (199.3–190.8 mya)
    - Stufe: Hettangium (201.3–199.3 mya)

## Faunen
Ein häufiges Fossil des Unteren Jura ist die austernartige Muschel Gryphaea. Der schwarze Posidonienschiefer mit seiner bekannten Fossillagerstätte bei Holzmaden in Baden-Württemberg wird in die Toarcium-Stufe der Unterjura-Serie datiert.

## Literatur

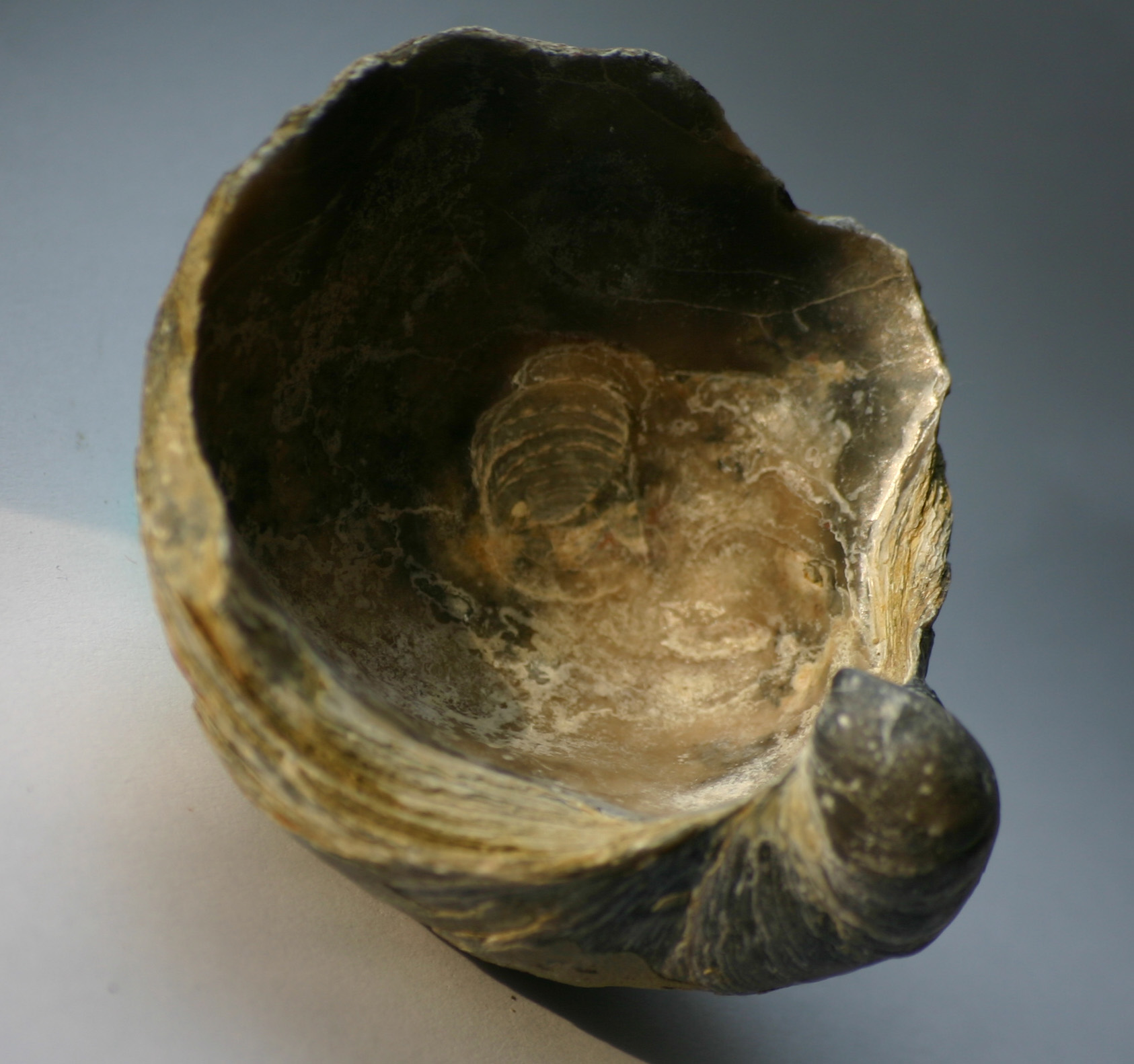
Klappe von Gryphaea